# Fishtail Lake, Ontario
Fishtail Lake är en sjö i Kanada.   Den ligger i countyt Haliburton County och provinsen Ontario, i den sydöstra delen av landet, 200 km väster om huvudstaden Ottawa. Fishtail Lake ligger 387 meter över havet. Arean är 2,3 kvadratkilometer. Den sträcker sig 1,9 kilometer i nord-sydlig riktning, och 3,0 kilometer i öst-västlig riktning.
I omgivningarna runt Fishtail Lake växer i huvudsak blandskog. Runt Fishtail Lake är det mycket glesbefolkat, med 2 invånare per kvadratkilometer.